# Пуйстола, Паси
Па́си Пу́йстола (фин. Pasi Puistola; род. 16 сентября 1978, Тампере, Хяме) — финский хоккеист, защитник. Воспитанник клуба «Ильвес».

## Карьера
Паси Пуйстола начал свою профессиональную карьеру в 1997 году в составе родного клуба SM-liiga «Ильвес», выступая до этого за его фарм-клуб. По окончании сезона Паси был признан лучшим новичком финского первенства, набрав 18 (4+14) очков в 57 проведённых матчах. Спустя 2 года Пуйстола впервые в своей карьере поднялся на пьедестал почёта чемпионата Финляндии, завоевав вместе с «Ильвесом» серебро. В 2000 году Паси подписал контракт с «Эссятом», с которым в сезоне 2000/01 финишировал третьим, а в межсезонье он стал игроком клуба «Таппара».
В «Таппаре» Пуйстола провёл 5 сезонов, за время которых он сумел, наконец, выиграть золотые награды SM-liiga, а также вновь стать серебряным призёром турнира. В 2006 году, сразу после того как Паси покинул «Таппару», он принял решение отправиться в Швецию, где заключил соглашение с клубом ХВ71. В клубе из Йёнчёпинга Пуйстола стал основным защитником, неизменно становясь одним из лучших игроков обороны в Элитной серии по заброшенным шайбам и набранным очкам. Он дважды становился победителем шведского чемпионата, добавив к ним серебряную медаль.
19 мая 2011 года Паси подписал однолетний контракт с череповецкой «Северсталью», в составе которой в сезоне 2011/12 принял участие в 50 матчах, записав на свой счёт 9 (3+6) набранных очков. Тем не менее, 25 мая 2012 года Пуйстола покинул Череповец и заключил соглашение с новичком Континентальной хоккейной лиги «Донбассом».

### Международная
В составе сборной Финляндии Паси Пуйстола принимал участие в молодёжном чемпионате мира 1998 года, на котором он вместе с командой завоевал золотые награды. На взрослом уровне Паси выступал на чемпионатах мира 2010 и 2011 годов, на последнем из которых он стал победителем. Также с 2004 года Пуйстола регулярно призывается под знамёна сборной для участия в этапах Еврохоккейтура. Всего на его счету 13 (3+10) очков в 65 матчах за сборную.

## Достижения
- Чемпион мира 2011.
- Чемпион мира среди молодёжи 1998.
- Лучший новичок чемпионата Финляндии 1998.
- Чемпион Финляндии 2003.
- Серебряный призёр чемпионата Финляндии (2): 1998, 2002.
- Бронзовый призёр чемпионата Финляндии 2001.
- Чемпион Швеции (2): 2008, 2010.
- Серебряный призёр чемпионата Швеции 2009.

## Статистика
| Легенда | Легенда                    | Легенда | Легенда                   | Легенда | Легенда    |
| ------- | -------------------------- | ------- | ------------------------- | ------- | ---------- |
| И       | Количество проведённых игр | Штр     | Штрафное время            | +/−     | Плюс-минус |
| Г       | Голы                       | П       | Голевые передачи          | О       | Очки       |
| -       | Статистика неизвестна      | —       | Статистика не учитывалась |         |            |

### Клубная карьера
- a В этом сезоне в «Плей-офф» учитывается статистика игрока в Кубке Надежды.